# Cas Palma Arena
El Cas Palma Arena és un presumpte cas de corrupció que succeí a les Illes Balears i que està investigat per la Fiscalia Anticorrupció de les Illes Balears. El cas sorgí en la construcció del pavelló esportiu Palma Arena de Palma, pressupostat en 48 milions d'euros i que finalment acabà costant-ne més de 100 milions.

## La construcció
El Velòdrom fou construït per un nou consorci. El 14 de novembre de 2004, s'acordà la creació del Consorci per a la construcció del velòdrom de Palma,  format per la Fundació per al Suport i la Promoció de l'Esport Balear (Illesport) i l'Ajuntament de Palma.
La constructora FCC, l'accionista principal de la qual és la coneguda empresària Esther Koplowitz, s'havia adjudicat el 27 de gener de 2006 la licitació de la fonamentació i l'estructura del velòdrom, mitjançant una unió temporal d'empreses (UTE) amb la mallorquina Melchor Mascaró SA. L'oferta de la UTE FCC/Melchor Mascaró va obtenir la millor puntuació, perquè va rebaixar a tres mesos el temps previst dels treballs, i per un import de 9,8 milions d'euros.
Els arquitectes Luis i Jaime García-Ruiz Guasp, a través de llur societat GR-1, juntament amb el neerlandès Sander Douma i l'enginyer Miquel Àngel Verger, van assumir la direcció d'obra del Palma Arena arran del fet que el 23 de març de 2006 el Govern del PP va rescindir el contracte al redactor del projecte, Ralph Schürmann, per incompliment d'aquest. A partir de llavors, el despatx dels dos primers va presentar periòdicament a l'Executiu factures en concepte de «honoraris a compte de la direcció tècnica».

## Relació dels fets

### Sortida del cas a la llum
El 10 de juliol de 2008, el Diario de Mallorca va treure el cas a la llum. L'adjudicació de l'obra fou concedida a la UTE formada per FCC i Melchor Mascaró (el velòdrom i el pavelló multiusos) es realitzà per 46,4 milions d'euros. Però el cost final ha superat els 100 milions.
El conseller de Joventut i Esports, en el moment de sortir el cas a la llum, Mateu Cañellas (UM), va ordenar a l'abril del 2008 als seus serveis jurídics analitzar tot l'expedient de construcció del velòdrom. Aquesta obra, un dels projectes estel·lars de l'Executiu de Jaume Matas (PP), va costar 90 milions d'euros, gairebé dues vegades més del previst. Aquest increment es correspon amb modificacions del projecte i afegits que no van ser adjudicats seguint el pertinent procediment, raó per la qual el Govern va voler determinar què va causar aquest desfasament i qui ho va ocasionar per, en aquest cas, prendre mesures judicials.
Els serveis tècnics d'Esports van passar mesos recollint tota la documentació disponible i van trobar indicis d'irregularitats, motiu pel qual van decidir enviar a la conselleria d'Hisenda i Economia. Des d'aleshores, són els funcionaris de l'àrea d'Intervenció de la Comunitat Autònoma qui revisen de forma detallada tots els dossiers per tal de confirmar si efectivament es van produir irregularitats.
Respecte al sobrecost de l'obra, cal recordar que a només sis dies de les eleccions de 2007, la junta rectora del consorci per a la construcció del velòdrom de Palma va acordar assumir les obres executades -sense pressupostar- per valor de 31 milions d'euros. Aquesta quantitat procedia de les modificacions del projecte que van ser acordandes sobre la marxa, de manera verbal i obviant en molts casos la legalitat vigent pel que fa a contractacions de l'Administració. Afecten l'estructura del velòdrom i a detalls d'obra interior i instal·lacions. Així, per exemple, la modificació de la coberta, que inicialment havia de ser de fusta i al final va ser d'acer, va suposar un sobrecost de cinc milions.
Les irregularitats no eren relacionades només amb l'obra, sinó també amb els usos de la infraestructura. Així, per exemple, la Fundació Illesport, entitat dependent de la conselleria de Joventut i Esports i destinada a la promoció d'esdeveniments esportius, va pagar 2.076 euros, corresponents a la seguretat privada contractada per cobrir el míting central de Rajoy (Partit Popular) a Palma el 18 de maig de 2007.
D'altra banda, amb motiu de la batalla de les superfícies, partit de tennis que van jugar Nadal i Federer el 2 de maig de 2007, la Fundació Illesport, organitzadora del duel, va distribuir unes 1.200 entrades per valor de 37.530 euros. Cal recordar que el partit va congregar uns 6.800 espectadors. En aquest cas, la minuta fou emesa el 15 de maig de 2007, amb la peculiaritat que la fundació pública se la va facturar a si mateixa sota el concepte «Invitacions partit «la batalla de les superfícies» 02.05.07». En cap cas s'especifica el nombre d'entrades ni qui es va fer càrrec d'aquestes.
L'actual equip va enviar la factura a Intervenció per rastrejar els comptes de la Fundació i intentar localitzar algun suport documental que dónes més llum sobre aquest dispendi. L'esdeveniment, que s'havia d'autofinançar, va tenir unes pèrdues de 851.090 euros.

### Sortida d'altres informacions del cas
Un dia més tard, el mateix diari, anunciava que la documentació de set mesos sobre la construcció del velòdrom Palma Arena no estava en possessió del Govern.
La Policia Judicial de la Guàrdia Civil va realitzar importants indagacions sobre el pavelló esportiu a instàncies de la fiscalia i va trobar que es van pagar sobrecostos molt importants en multitud d'ocasions. Els agents van repassar les factures pagades per alguns elements de la instal·lació, com el marcador central, unes grades retràctils, etc. En totes les ocasions s'ha comprovat que un equipament similar pot tenir un preu X de mercat i l'anterior Govern, a través de la Fundació Illesport, va pagar sumes molt més elevades. Posteriorment, el cas va passar a mans de la Policia Nacional.
Pocs dies després també es va sabre que Antoni Palerm, exdirector insular d'Esports, va facturar 11.400 euros en blocs per al velòdrom. A l'anterior legislatura, Palerm va ser el director de l'àrea d'Esports de s'Institut (organisme a càrrec del PP dins el Consell de Mallorca), en virtut del qual actuava com a representant del Consell de Mallorca en la junta rectora del consorci que va portar a terme la construcció. L'empresa familiar que regenta, amb seu principal a Porreres, facturà 11.423 euros amb 86 cèntims a l'UTE encarregada de les obres. Segons Palerm, aquesta quantitat va ser per una partida de blocs de cara vista, dels quals es van col·locar a la façana principal de l'edifici.
El 22 de maig de 2007 -cinc dies abans de les eleccions- es va reunir la junta rectora del consorci per a la construcció del Palma Arena, amb l'assistència entre d'altres d'Antoni Palerm. Al costat de Rafel Durán (exregidor de l'Ajuntament de Palma), Pepote Ballester (exdirector General d'Esports del Govern), Dulce Linares (excap del gabinet de Jaume Matas) i Antoni Serra (expresident de s'Institut, dependent del Consell de Mallorca), van acordar per unanimitat la recepció de les obres i autoritzar el pagament de 30.870.601 euros d'increment del cost del projecte, sobre el pressupost inicial de 48 milions. Aquest important desfasament va venir motivat per la multitud de modificacions fetes sobre la marxa, i saltant els procediments legals d'adjudicació, però que amb aquest acte de la junta rectora van ser validats.
A final d'octubre de 2008, el magistrat del jutjat d'instrucció número 3 de Palma, José Castro, va decretar el secret de sumari sobre les diligències. Posteriorment, dia 19 d'agost de 2009, va aixecar el secret de sumari.

### Registre al Palma Arena
El jutge d'instrucció número tres de Palma, José Castro, acompanyat dels fiscals Anticorrupció Joan Carrau i Pedro Horrach, i de la Policia Nacional, van realitzar un registre en el velòdrom del Palma Arena dia 14 d'octubre de 2008. La comissió va detectar, entre altres anomalies, que el pavelló, construït per l'anterior Govern del PP, no té certificat final d'obres. La comissió judicial, durant 4 hores, va recórrer amb molt deteniment tots els racons de l'estadi i es va entretenir, entre altres elements, en el vídeo-marcador central, les grades i la pista del velòdrom. Es varen trobar diverses deficiències.
Les sospites se centren, entre altres objectius, a la cúpula del Consorci per a la Construcció del Velòdrom.
La licitació del subministrament i instal·lació dels marcadors del velòdrom del Palma Arena es van publicar el dissabte 9 de setembre de 2006 i només es va donar un termini de 15 dies per presentar ofertes. Tanta celeritat contrasta amb l'import total que es va fixar en el concurs: 2.668.000 euros, és a dir, una mica més de 443 milions de pessetes. L'anunci de licitació publicat en el BOIB número 127 anava signat pel gerent del consorci, Jorge Moisés Marín.
El grup de Delinqüència Econòmica de la Policia van investigar l'adjudicació del videomarcador del Palma Arena a un amic de Pepote Ballester, l'exdirector general d'Esports. Els agents van intentar esbrinar si es va amanyar el procés i hi va haver un tracte de favor per beneficiar a aquesta persona. El proveïdor de l'equipament, el cost total va superar els sis milions d'euros, a més és parent del publicista encarregat de la promoció del velòdrom. Tot i les presses per acabar el Palma Arena a temps per al Campionat Mundial de Ciclisme en Pista, l'equipament, anomenat LiveScreen, no va ser instal·lat fins a l'estiu de 2007 quan ja s'havia celebrat la prova.
Segons la versió dels arquitectes, van fer una proposta de 5,9 milions d'euros per a la adjudicació, perquè en el cas que se superessin els sis milions d'euros, la proposta s'havia de publicar a tot Europa. Els tècnics van explicar que com que no hi havia temps i la prioritat era poder acabar el velòdrom en el termini previst, es va fixar aquest import, el que també permetia de fer una adjudicació directa.
Entre els desfasaments i presumptes irregularitats detectades en la construcció del Palma Arena, els investigadors han comprovat que es van instal·lar 2.000 metres quadrats de lona al velòdrom però es van cobrar 7.000. També es van abonar uns treballs d'anivellament de terrenys per a l'aparcament quan en realitat mai es va arribar a fer aquesta tasca.

### Documentació als soterranis i canvi de seu del Consorci
Els investigadors van localitzar un soterrani amb diverses caixes de documentació de l'esmentat projecte. Les indagacions obertes també van donar peu perquè una comissió judicial copiés, amb ajuda d'experts en informàtica, el contingut de diversos ordinadors en la recerca de més proves documentals.
El consorci per a la construcció del velòdrom va tenir, almenys, tres seus físiques diferents. Inicialment la seu de l'entitat es va establir en el Camí d'Ardiaca sense número; més tard va passar al número 2 del Passeig de Sagrera de Palma, i també va donar com a domicili oficial l'avinguda d'Antoni Maura, 24, seu de la fundació Illesport. Entre tanta confusió de seus i d'entitats implicades en el projecte les caixes plenes de documents sobre el Palma Arena es van perdre, o ocultar, en un soterrani ple d'humitat, on van ser localitzades pels investigadors. Aquestes caixes contenen importants dades sobre les modificacions introduïdes en el projecte inicial del velòdrom i que se sospita van poder donar peu a les desviacions milionàries de fons cap a finalitats diferents a la construcció del recinte esportiu.

### La implicació de Matas
La constructora del Palma Arena va haver d'acceptar l'execució de l'obra principal, perquè implicava personalment l'expresident del govern, Jaume Matas, sabent que es dispararia el pressupost inicial i que s'incompliren els terminis previstos. Així ho revela un informe dels arquitectes del velòdrom, Luís i Jaime García-Ruiz Guasp. «Molt concretament, l'adjudicatària només accepta el contracte de construcció del velòdrom per imposició del mateix president de FCC a la seva delegació de Balears, i després d'un compromís personal de finalitzar les obres abans del 31 de gener de 2007 contret amb el president del Govern Balear», diu el document.
El document explica que Matas va negociar amb el llavors president de Fomento de Construcciones y Contratas (FCC), el també expolític del PP Marcelino Oreja, per evitar que l'empresa renunciés a la construcció de l'estructura del Palma Arena, tot i haver advertit aquesta de la «impossibilitat» d'executar a temps ni amb el pressupost estimat. Després de la mediació de Matas, Oreja va imposar literalment a la seva delegació a Balears que dugués a terme les obres del recinte esportiu.
En l'informe dels directors de l'obra es llegeix que, una vegada li va ser imposada la seva contractació, l'UTE va estimar «en 4,5 milions d'euros la quantitat necessària per augmentar els preus de la licitació a valors de mercat, obtenint [sempre segons la UTE]) el compromís d'aquesta actualització pressupostària per part de representants de l'administració local». En concret, els arquitectes citen l'exdirector general d'Esports del Govern Matas, Pepote Ballester, com un dels que van donar el beneplàcit.
El 20 de gener de 2009 es va fer públic que es considerava citar com a imputat en el sumari l'expresident de l'anterior Govern del Partit Popular (PP) Jaume Matas. L'encausat de Matas es faria en una segona fase de la instrucció.
L'expresident del Govern, Jaume Matas, va acceptar de declarar davant el jutge José Castro, si fos necessari, per a «aclarir qualsevol qüestió» que se li pregunti sobre les condicions que van envoltar l'execució de la infraestructura. Així ho va anunciar el 13 d'agost de 2009, l'advocat de Matas, Rafael Perera, que va explicar que aquell matí va anar al Jutjat d'Instrucció número 3, per comunicar-lo que l'excap de l'Executiu balear accetava de venir des dels Estats Units, on resideix en l'actualitat, per prestar declaració davant el magistrat.

### La declaració de Ralph Schürmann
L'anterior Govern del PP es va oblidar d'incloure aspectes tan fonamentals com excavacions o seients de les graderies a l'hora de licitar la construcció de l'estructura del Palma Arena. Aquesta manca de previsió el va obligar després a modificar sobre la marxa el projecte original, el que va disparant el cost de l'obra final amb «un augment de més del 100% del pressupost licitat», segons ells mateixos van constatar en un informe del 20 de març de 2007, el que va disparar el cost als 20,1 milions d'euros. Consta que es van incorporar «seients de grades no inclosos en la licitació», i el mateix amb l'excavació del velòdrom. També es va detectar la «falta de mesures de tot el soterrani» i «càlculs estructurals pendents de realitzar».
L'advocat de Schürmann ja havia declarat davant el jutge i els fiscals anticorrupció el mateix dia en què una comissió judicial va visitar la instal·lació esportiva per a comprovar el seu lamentable estat i mals acabats. El lletrat va anunciar que el dissenyador havia tingut frecs amb els polítics mallorquins perquè aquests intentaven imposar determinats col·laboradors o sistemes de treball que, segons Schürmann, inflaven i elevaven els costos. El dissenyador en persona va ratificar aquests extrems i va explicar amb molt de detall en què van consistir les pressions i les diferències amb els gestors del consorci.
El testimoni, una persona molt minuciosa i recta, va precisar amb detall en què va consistir el seu treball i la naturalesa del projecte. També va ser interrogat sobre els canvis en el projecte i la causa del seu relleu en la direcció del velòdrom pel també arquitecte Sander Douma, de nacionalitat neerlandesa. L'arquitecte va tenir un primer incident quan li van presentar un pla de demolicions prèvies a les obres, que ell va considerar molt inflat. L'expert alemany entenia que enderrocar antigues construccions aixecades en el solar podria costar la meitat del que es volia pressupostar. També va discrepar de la idea de designar una empresa per coordinar les obres.
L'arquitecte també va citar un nom. En la seva declaració explicà que la carta del Consorci per a la construcció del velòdrom de Palma en què se li notificava el seu acomiadament era signada per l'aleshores vicepresidenta del Govern balear, Rosa Estaràs Ferragut. Schürmann assegurà que ell fou el primer sorprès per aquella decisió. En aquest sentit, Estaràs declarà que no recordava haver signat la missiva, però que, si ho havia fet, havia estat per delegació de l'expresident Jaume Matas o de l'exconsellera de Presidència, Rosa Puig.
El testimoni va sostenir, per contra, que la modificació del projecte pels germans García Ruiz i l'enginyer industrial Miquel Àngel Verger Martín es va basar en, aproximadament, un 80 per cent de documents aportats per Schürmann.

### Errades tecnico-econòmiques
L'anterior Govern del PP es va oblidar d'incloure aspectes tan fonamentals com excavacions o seients de les graderies a l'hora de licitar la construcció de l'estructura del Palma Arena. Aquesta manca de previsió va obligar posteriorment a modificar sobre la marxa el projecte original, disparant el cost de l'obra final produint «un augment de més del 100% del pressupost licitat», segons ells mateixos van constatar en un informe del 20 de març de 2007, el que va disparar el cost als 20,1 milions d'euros. Consta que es van incorporar «seients de grades no inclosos en licitació», i el mateix amb l'excavació del velòdrom. També es va detectar la «falta de mesures de tot el soterrani» i «càlculs estructurals pendents de realitzar».
En un altre informe, en aquest cas de la UTE, es corrobora aquesta deficiència quant a les excavacions, i a més apareixen altres treballs que van haver d'escometre in extremis, ja que no havien estat licitats en el seu dia: escomeses d'aigües residuals i pluvials de l'edifici a la xarxa general de Emaya, plaques d'ancoratge no incorporades mesuraments inicials, o la demolició de pilars i murs a l'edifici sud. Posteriorment, els tècnics van haver de redactar un tercer projecte, en aquest cas un complementari de l'estructura, per poder executar l'edifici de taquilles per a la venda, entre altres elements. Així mateix l'adaptació de la futura pista ciclista, de manera que pogués ampliar-ne la capacitat per als espectadors de 4200 a 5050.
Cal destacar que, a causa de la pressa de lliurar les obres, la UTE va haver d'establir tres torns de 24 hores, inclosos dissabtes i diumenges, per poder accelerar el ritme. D'aquesta manera, es va implantar un torn nocturn en el qual van arribar a treballar un centenar de paletes i obrers, a partir de setembre de 2006. També la construcció de la coberta, o les obres interiors i revestiments de façanes, es van haver de redactar i licitar amb urgència.
Miguel Romero, el publicista, va carregar una factura de 3.000 euros de despeses d'hotel per un viatge llampec a València que va durar poques hores en què no es va utilitzar cap habitació de l'establiment. Tot i el fugaç viatge, es va facturar un import de 3.000 euros únicament de despeses d'hotel. Els policies i el jutge Castro, van analitzar totes les factures de viatges i hotels que es van carregar a l'erari públic presumptament per part del publicista imputat i que es canalitzaven a través dels arquitectes García-Ruiz. Els investigadors sospiten que la majoria de viatges eren innecessaris i que les despeses dels hotels eren elevadíssims, ja que en alguns casos mai van arribar a utilitzar aquests establiments. A més del viatge a València, els agents ja van interrogar diversos implicats sobre altres desplaçaments a Barcelona i Bordeus. Així, Pepote Ballester, l'exdirector general d'Esports, va haver de donar explicacions sobre un viatge a Bordeus. El medallista olímpic va indicar que va anar a la ciutat francesa com a convidat per recollir la bandera de la Unió Ciclista Internacional (UCI). En ser preguntat sobre qui va pagar aquest viatge, Ballester es va desvincular del tot i va al·legar que no ho sabia perquè ell anava en qualitat de convidat. L'exdirector general d'Esports va recordar que a aquest viatge van ser moltes persones, entre elles periodistes que es van encarregar de cobrir l'esdeveniment.

### Poliesportiu Prínceps d'Espanya
La delegació a Balears de la fiscalia anticorrupció va ampliar les indagacions sobre presumptes irregularitats econòmiques i desviaments de fons milionaris al voltant del velòdrom palmesà Palma Arena a les instal·lacions esportives del Prínceps d'Espanya. El 3 de març de 2009 es va programar una inspecció ocular per part de la fiscalia anticorrupció i agents policials al poliesportiu Prínceps d'Espanya, situat al polígon de Son Castelló de Palma i dependent del Govern.
La nova línia d'investigació és, segons sembla, un serrell o una pista tangencial sobre el nucli del cas Palma Arena. Entre l'abundant documentació que s'està estudiant al voltant del desquadre milionari del velòdrom, situat al costat del cementiri palmesà, i el realment desemborsat, haurien aparegut dades sobre obres realitzades en el Príncipes d'Espanya.

### Arquitectes García-Ruiz
Les tres institucions impulsores del velòdrom durant l'etapa de Jaume Matas -Govern, Consell i Ajuntament de Palma- van pagar a cegues i sense dir ni piu els diners requerit pels arquitectes. Els dos professionals encarregats de tirar endavant el Palma Arena, Lluís García-Ruiz i Guasp i Jaume García-Ruiz i Guasp, no van perdre el temps en detallar la raó de les seves elevats honoraris. L'import conjunt s'eleva a 8,3 milions d'euros. El concepte sempre és el mateix: estipendi «a compte de la direcció tècnica per a la construcció del velòdrom». Sense més. Les factures dirigides al consorci públic encarregat de costejar l'edificació del recinte esportiu són calcades les unes a les altres. Només varia la quantitat total, que oscil·la entre 500.000 i 1.500.000 euros. Sense altre argument que un full on apareixen l'empresa dels professionals (GR1-1 SL), el client (Consorci per a la Construcció del Velòdrom) i mitja dotzena de paraules, els germans García-Ruiz van ingressar 1.400 milions de pessetes.
«Tot i l'envergadura del projecte, és una xifra que no es pot explicar», va explicar un arquitecte que no té res a veure amb el cas. Com anotació, només dir que la direcció tècnica de l'obra de l'hospital de Son Espases costa nou vegades menys. Als responsables polítics del consorci, entre ells l'exportaveu del PP a Palma, Rafael Durán, els devia semblar un cost adequat per no formular cap objecció.
Luis i Jaime García-Ruiz van substituir Ralph Schürmann al capdavant de les obres i ho van executar tot i els enormes dubtes de la constructora adjudicatària. FCC i Melchor Mascaró consideraven «impossible» edificar el velòdrom a temps i amb el pressupost fixat. El projecte cristal·litzà en el termini previst, encara que ple de deficiències i pel doble del diners pressupostats.
A canvi, l'empresa dels arquitectes va multiplicar de manera exponencial els seus guanys. Els comptes de GR1-1 SL dipositats al Registre Mercantil descriuen un increment de la rendibilitat econòmica del 1.900% entre 2006 i 2007. Els beneficis abans d'abonar interessos financers i impostos van créixer fins a un 1.500%.
Els arquitectes del Palma Arena, els germans García-Ruiz, van admetre davant el jutge que el seu treball en el velòdrom va ser un encàrrec personal del llavors president del Govern, Jaume Matas. Així mateix, els tècnics van reconèixer que el contracte de 8,5 milions d'euros, que posteriorment van signar amb el Consorci, va ser «atípic». El magistrat José Castro, que els va prendre declaració com a imputats, i va acordar una fiança de responsabilitat civil d'1.200.000 euros. Els arquitectes serien implicats en una suposada defraudació a la Hisenda Pública. Van negar rotundament haver abonat comissions.

### Instituto Nóos
El mes de novembre la Fiscalia Anticorrupció va acusar Iñaki Urdangarín qui, conjuntament amb Diego Torres, presumptament s'haurien apropiat il·lícitament de 2,3 milions d'euros provinents de fons públics, mitjançant l'entramat d'empreses que centralitzava l'Instituto Nóos, arran de dos congressos sobre turisme celebrats el 2005 i el 2006 a Palma. El marit de la Infanta Cristina va presidir l'institut entre 2004 i 2006.

## Operació Espasa
S'anomenà així l'operació en la qual es va detenir i prestar declaració a varis implicats del Cas Palma Arena. El perquè d'aquest nom respon al fet que els policies del Grup de Delinqüència Econòmica de la Policia van voler expressar el seu especial homenatge al cinc vegades campió del Tour, Miguel Indurain. La Policia va batejar la investigació contra aquesta presumpta trama de corrupció política i empresarial com Operació Espasa («Operación Espada»), en homenatge a la bicicleta especial amb què Indurain va intentar batre el rècord de velocitat en una pista coberta, al velòdrom francès de Bordeus.
Començà el dimecres 5 d'agost de 2009 amb la detenció de cinc persones de gran importància en el cas com són, l'en aquell moment, portaveu del PP a l'ajuntament de Palma i regidor d'Esports en l'època en la qual es va construir el velòdrom, Rafel Durán, el medallista olímpic i director general d'Esports del Govern de Jaume Matas, José Luis Ballester «Pepote», Jorge Moisès, gerent del consorci que va construir l'arena; Miguel Romero, director de l'agència de comunicació Nimbus, a més del responsable d'una de les empreses de la UTE que van participar en el projecte, Ignacio Antonio Sáez. Posteriorment també es detingué un enginyer de la UTE constituïda per construir l'obra.
Així mateix, agents de la Policia Nacional, coordinats per la Fiscalia Anticorrupció, començaren a perquisicionar, aquell mateix dia, en empreses relacionades amb el cas. A primera hora del matí el jutge José Castro, que des de feia mesos investigava aquest cas, acompanyat pels fiscals Anticorrupció Pedro Horrach i Miguel Ángel Subirán i de diversos policies, escorcollen una sèrie d'oficines d'empreses i domicilis particulars, entre d'altres el de Ballester. Amb aquestes perquisicions cercaven documents per aclarir la presumpta trama econòmica. El Grup de Delinqüència Econòmica va realitzar, almenys, cinc perquisicions, si bé se'n preveien algunes més. On es van cercar més documents va ser a les seus de l'empresa de publicitat Nimbus, al Passeig Mallorca i al carrer Metge Matas. La Policia també es va endur documents de l'oficina de la UTE, constituïda per les empreses Melchor Mascaró i FCC, situada al carrer Portopí. Finalment, es va escorcollar l'habitatge particular de Pepote Ballester, al carrer Cigonya de Palma i una empresa de serveis al polígon de Marratxí.
Des del primer moment, el PP balear va fer de l'obra del Palma Arena un dels seus projectes estrella de la legislatura 2003-07, involucrant personalment el president del Govern, Jaume Matas. No obstant això, aquest va evitar mullar-se per escrit, limitant-se a imposar verbalment la construcció del velòdrom als seus subordinats, i intervenir puntualment per exigir pressa. La consellera de qui depenia formalment l'obra, Rosa Puig, només va acudir a la primera reunió del consorci creat per fer-la, delegant la resta d'ocasions en el seu director general d'Esports, Pepote Ballester. Tampoc va voler aparèixer sobre els papers la batlessa de Palma de llavors, Catalina Cirer, i el regidor d'Esports, Rafa Durán, havia d'assumir la tasca. D'aquesta manera, i encara que Matas, Puig i Cirer s'apuntaven per a les fotos de les visites d'obra, els que portaven el dia a dia de la mateixa eren Ballester i Duran, que autoritzaven els dispendis de les constructores. Quan la Justícia ha investigat per què el pressupost inicial es va disparar fins a més del doble, les signatures de tots dos els han conduït a l'arrest.

### Instal·lacions
La presència d'un ascensor al mig del no-res reflecteix el que ha estat el projecte de la Palma Arena, un autèntic desastre. El mes d'agost el jutge Castro va voler veure de prop les múltiples irregularitats tècniques. La va visitar acompanyat pels fiscals Pedro Horrach i Joan Carrau. El trio va quedar impressionat per les errades d'una obra que va costar a l'erari públic més de cent milions d'euros. Però no només ha estat una obra cara, sinó mal feta. No hi ha passadís on no hi hagi goteres, hi ha zones on es filtra l'aigua i en altres s'ha hagut d'apuntalar els sostres perquè no s'ensorrin. Aquestes deficiències no es van produir precisament per manca de diners. Mostra que tot valia al Palma Arena és el preu que es va pagar per una cuina que gairebé no s'utilitza. Es van abonar 600.000 euros per mobles de cuina d'última generació que no tenen cap sentit en aquesta mena d'instal·lació, segons han assenyalat els tècnics que participen en la investigació judicial.
Aquest projecte va ser elaborat pel prestigiós arquitecte alemany Ralf Schürman, l'especialista més gran en construcció de velòdroms. L'arquitecte va denunciar davant el jutge, en la seva declaració com a testimoni, que el van obligar a inflar el pressupost. Schürman va abandonar el projecte cansat de les pressions que estava rebent del Govern. El van substituir els germans García Ruiz, que van cobrar al voltant de nou milions d'euros per la direcció d'obra. Els arquitectes van acusar el seu col·lega alemany de presentar un projecte ple d'irregularitats. La pista del Palma Arena no ha passat la prova per a la seva homologació i els seus resultats no són oficials.

### Els comptes no quadren
L'Ajuntament de Palma va rebutjar en el seu moment la possibilitat de construir-lo a causa del seu elevat import. El regidor d'Esports del moment, Rafael Durán, va descartar l'edificació del velòdrom degut «als preus desorbitats que ens demanen pels solars». Duran calculava aleshores que la nova instal·lació costaria 18 milions d'euros, una quantitat «excessiva». Finalment, el Palma Arena va superar els cent milions. Els responsables de l'Ajuntament s'inclinaven per reformar i cobrir l'oval de Son Moix. L'import, tres milions d'euros.
En unes declaracions del 29 de setembre de 2004, el director general d'Esports del Govern i medallista olímpic, 'Pepote' Ballester, donava les claus de com es va gestar el 'panteó' ciclista. Ballester va esmentar un pacte institucional entre Matas i la llavors alcaldessa Catalina Cirer. Encara que vist com es cuinaven les coses al PP de les illes, amb un president omnipotent i omnipresent, sobretot els fets conviden a pensar que Matas va fer un suggeriment a Cirer que no va poder rebutjar.
La no inauguració del velòdrom es va produir el 31 de gener de 2007. Com si li hagués passat per alt res més aixecar-se del llit, Matas se'n va anar al velòdrom per comprovar l'avanç de les obres. Allà es va topar amb uns ciclistes entrenant, cosa estranya perquè la instal·lació encara es trobava a les beceroles. Sense pensar-s'ho dues vegades, va pujar a una bicicleta i es va donar una volta. Tot amb un aire de pretesa espontaneïtat. El president va rodar al costat de Salvador Melià, component de la selecció espanyola de pista. «En termes esportius, ens trobem davant d'una infraestructura històrica, emblemàtica, i crec que la més important de Mallorca, fins i tot per sobre de l'Ono Estadi», va dir després de baixar del selló. «És un miracle el que s'ha fet, en un any està pràcticament acabat», es va congratular. Després s'ha vist de quina manera es van acabar les obres. L'anell de pi siberià es va obrir al públic l'1 de març del 2007 sense homologar. La construcció va comptar amb més de 600 operaris treballant dia i nit.

### Detinguts

#### Antoni Palerm
La Policia Nacional va deixar el migdia del dia 7 d'agost, en llibertat amb càrrecs a l'exdirector general d'Esports del Consell de Mallorca en la passada legislatura, Antoni Palerm, imputat per un delicte de negociacions prohibides amb funcionaris, segons va confirmar el seu advocat, Eduardo Valdivia, ja que es tracta d'un delicte que només porta aparellada pena de multa. Així, Palerm va dormir la nit als calabossos de la Policia Nacional al carrer Ruiz de Alda de Palma, després que fos detingut el dia anterior, després d'anar a declarar a les dependències policials per la seva implicació en el presumpte cas de corrupció del Velòdrom Palma Arena durant una mica més d'una hora.
La declaració de Palerm va estar relacionada amb la seva integració en el Consorci encarregat de la construcció del Velòdrom Palma Arena, en representació del Consell de Mallorca. Palerm confessà, davant de les factures que li va mostrar la Policia, que havia venut material de construcció a la UTE que estava edificant el velòdrom mentre era membre del consorci que prenia les decisions polítiques sobre aquesta polèmica obra. L'exdirector general ja va reconèixer temps abans que havia facturat a la UTE FCC/Melchor Mascaró 11.423 euros per una partida de blocs de formigó que es van col·locar en la construcció. No es descarta que hagués pogut cobrar altres factures de material de construcció de la seva empresa, segons van assenyalar fonts pròximes a la investigació.
En aquells moments, es trobaven encara en els calabossos de la Policia Nacional el portaveu del PP municipal de Palma, Rafael Duran, l'exdirector general d'Esports del Govern, José Luis 'Pepote' Ballester, el director de l'empresa de comunicació Nimbus, Miquel Romero, i l'exgerent del Palma Arena, Jorge Moisès.

#### Miquel Ángel Verger
L'enginyer Miguel Ángel Verger, representat per l'advocat José Ignacio Herrero, va ser l'únic dels sis detinguts que va sortir el dimecres (05/08/09) en llibertat després de ser arrestat. Verger va tornar a la tarda del 6 d'agost a les oficines de la Policia per continuar amb la seva declaració i va tornar a quedar en llibertat hores després. L'enginyer va explicar que va entrar en el projecte quan encara dirigia les obres l'arquitecte alemany. Va dir que Schürmann era l'especialista més gran en el disseny de pistes cobertes de ciclisme, però va esbrinar més tard que mai havia dissenyat un velòdrom, de manera que eren moltes i greus les deficiències que presentava el seu projecte. Verger va aclarir que va assumir després el procés d'enginyeria del velòdrom de la mà dels arquitectes García Ruiz, que van ser els que formalment el van contractar. Va aclarir que abans que es produís aquest canvi en la direcció tècnica hi havia hagut relacions comercials entre els García Ruiz i l'arquitecte alemany. L'enginyer va cobrar uns honoraris d'1.800.000 euros. Va sostenir davant la Policia que els diners li abonaren directament els germans García Ruiz, tot i que desconeixia d'on havien aconseguit el finançament. Va defensar que aquests honoraris estaven per sota de la minuta que estableix l'escola oficial.

#### Rafel Durán
El regidor Rafael Durán, que presidia el consorci que es va constituir per dur a terme aquest faraònic projecte, va ser detingut a les dependències del PP a l'Ajuntament de Palma, acusat d'un suposat delicte de prevaricació. L'arrest va ser presenciat per l'exalcaldessa Catalina Cirer, que va ser qui li va proposar per ocupar el seu càrrec de portaveu. A la nit, Duran es va acollir al seu dret a no declarar davant els fiscals i la Policia, i segons el seu advocat, José Ramón Orta, ho faria davant el jutge, per la qual cosa s'especulava que el regidor podria romandre en els calabossos fins i tot fins dissabte, ja que s'esgotarien les 72 hores que la llei marca com a màxim perquè un detingut passi a disposició judicial. José Ramón Orta, advocat de Rafa Durán, va presentar a la nit davant el Jutjat de Guàrdia un Habeas Corpus, per tal d'agilitzar la seva posada a disposició judicial sense esgotar el termini màxim de 72 hores en el qual una persona pot romandre detinguda en els calabossos de la Policia Nacional, abans que un jutge li prengui declaració, segons estableix la Constitució Espanyola.
Orta va explicar que el 'Habeas Corpus' és un procediment jurídic que pot ser utilitzat en el supòsit en què el lletrat consideri que la detenció del seu client s'ha dut a terme «sense tenir les garanties procedimentals legals oportunes» o consideri que l'arrest és «il·legal, perquè en res beneficia ni ajuda a l'aclariment dels fets investigats».
A la matinada del dia 8 al dia 9, Duran va sortir després de desemborsar un total de 15.000 euros de fiança. Les primeres paraules de Duran després de sortir dels calabossos van ser d'agraïment als mitjans de comunicació presents i de lament per les altes hores de la matinada en què es va produir la seva sortida. Així mateix, va agrair el treball tant de la Policia Nacional com de la Local a la seva detenció i en els tres dies que ha passat en els calabossos. «Després d'estar gairebé cinc dies sense estar amb la família, ara del que tinc ganes és d'anar a casa», va apuntar Duran, que va reiterar «la seva innocència» i va assegurar que tenia «la consciència ben tranquil·la» que tot el que va fer com a president en funcions del consorci «tot es va fer en la més absoluta legalitat». El regidor popular, que va substituir l'exalcaldessa del PP Catalina Cirer al capdavant del consorci, es va posar a disposició de les autoritats judicials pel que era menester a la resta del procés, el qual Duran esperava «que sigui el més curt possible» per demostrar que no va cometre cap delicte.
Rafael Durán s'enfrontava la matinada de diumenge al pagament d'una fiança de 50.000 euros si volia eludir la presó provisional decretada pel magistrat José Castro. No obstant això, va al·legar que no podia fer front a aquesta quantitat, de manera que els fiscals Anticorrupció Pedro Horrach i Miguel Ángel Subirán acceptaren rebaixar a 15.000 euros. El lletrat que defensava a Durán, José Ramón Orta, va pregar als fiscals que no imposessin tal quantitat al seu client, adduint que no disposava de tants diners. El mateix advocat va informar el Ministeri Públic que el regidor del PP només podia fer front com a màxim a l'abonament d'uns 15.000 euros, xifra que finalment Anticorrupció va acceptar demanar, ja que es pretenia evitar que fos l'únic dels arrestats que ingressés a la presó. Tot i aquesta rebaixa, el jutge considera que «hi ha vehements indicis» que el regidor Duran va cometre «delictes de prevaricació, suborn, malversació de fons públics i falsedats documentals.

#### José Luis «Pepote» Ballester
La Policia, dirigida per la fiscalia Anticorrupció, té constància que l'influent esportista va ser qui va autoritzar el pagament de factures per obres al Palma Arena que mai es van realitzar. No va ser l'únic que va prendre decisions transcendents en el desenvolupament de l'obra. L'exgerent Jorge Moisès, sense coneixements empresarials ni experiència en aquest tipus de projectes, va signar també factures que aparentment s'han inflat. Moisès, va ser nomenat directament pel Partit Popular per ocupar aquest important càrrec. Una altra de les sospites que tracta de confirmar la Policia, és que l'exdirector general d'Esports va poder desviar material que es va comprar a càrrec del Palma Arena per instal·lar-la en una casa que es construeix a la zona de sa Ràpita. Els investigadors també van prendre declaració a Ballester per intentar que expliqués les decisions que va adoptar i que han suposat que el preu d'aquesta obra es disparés de tal manera que va doblar el pressupost inicial. Abonà la fiança de 50.000 euros per eludir d'anar a la presó, tal com va decretar la matinada de dissabte a diumenge el jutge d'instrucció número 3 de Palma, José Castro, a petició dels fiscals Anticorrupció, Pedro Horrach i Miguel Ángel Subirán.
Castro va tractar d'esbrinar si l'exdirector general d'Esports, José Luis Ballester, va pagar el seu xalet de sa Ràpita (Campos) amb diner negre. Aquest assumpte forma part de les línies de recerca obertes per l'instructor i els fiscals Anticorrupció, que van prendre declaració a l'arquitecte i el constructor de la casa. Ambdós professionals, defensats pels advocats Eduardo Valdivia i Albert de Juan, van declarar com a imputats. Al final de la seva compareixença, el jutge no va adoptar cap mena de mesura cautelar. Pepote va emprendre la construcció del seu habitatge quan era un alt càrrec del Govern balear i va intentar carregar les despeses de l'arquitecte, que també estava treballant per al Palma Arena, al consorci públic del velòdrom. No obstant això, la maniobra va ser descoberta per un funcionari del Govern, el qual es va negar que Pepote Ballester colés la factura. Aquest funcionari ja va declarar davant la Policia i va comptar amb pèls i senyals la maniobra de l'exmedallista olímpic. L'exesportista d'elit va negar que hagués cobrat comissions i també va rebutjar que havia remunerar l'arquitecte i el constructor amb diner negre. Va explicar que va edificar la casa perquè era propietari del solar i que va poder emprendre l'obra després de vendre un altre habitatge familiar. Va sostenir que sobre el xalet de sa Ràpita pesa una hipoteca que paga cada mes. L'arquitecte Antoni Marquès, interrogat pel jutge, va afirmar que no havia cobrat en diners opacs a Hisenda. També ha dit que té factures sobre les despeses que li va abonar el seu client. En la mateixa línia va declarar també el constructor Jaume Navarro, cridat pel jutge Castro, que va mostrar les factures que li havia desemborsat Ballester.

#### Miguel Romero (Nimbus)
Declarà davant el jutge Castro més de 4 hores. El publicista Miguel Romero, propietari de l'empresa de comunicació i màrqueting Nimbus, va negar davant els fiscals Anticorrupció que hagués pagat comissions a canvi de desenvolupar la campanya de divulgació del Palma Arena. També va refutar que hagués participat en el finançament il·legal del Partit Popular, com sospiten els investigadors. Romero va estar assistit per l'advocat Antoni Coll. Quedà en llibertat després de pagar 25.000 euros de fiança.

#### Jorge Moisés (exgerent del velòdrom)
Declarà davant el jutge durant unes 5 hores. Va descarregar les culpes sobre l'autor del projecte original, el guru dels velòdroms Ralf Schürmann. L'antic periodista esportiu, protagonista d'una trajectòria meteòrica en la passada legislatura, va atribuir al professional germànic errors de paquet, com no incloure l'import de la pista en el pressupost. L'anell sense comptabilitzar costava, segons ell, tres milions d'euros i hauria contribuït al desfasament econòmic.
Jorge Moisès Marín, defensat per l'advocat Gaspar Oliver, va admetre l'existència de deficiències en el recinte a causa de les «presses» per acabar abans dels mundials de ciclisme (març de 2007) i a causa dels retards de Schürmann. Per aquest motiu, va dir, es va defenestrar l'alemany i es va recórrer el març de 2006 als arquitectes Luis i Jaime García-Ruiz, que ja havien col·laborat en la redacció del projecte bàsic.
El detingut va insistir que no es va quedar amb diners i va rebutjar l'acusació de malversació de cabals públics. Va reduir el seu paper en la presumpta trama al de mer espectador. Tot i ostentar els llocs de director general del consorci i secretari de la seva junta rectora, va matisar que no tenia vot, disposava de «molt poca veu» i no tenia poder de decisió, ja que seguia les directrius de l'esmentada junta. L'endemà pagà els 50.000 euros de fiança.
Va declarar davant el jutge que va demanar - «com un favor, i sense cap contraprestació» - als arquitectes del Palma Arena, els germans García-Ruiz, que es fessin càrrec dels costos del trasllat de les mostres de sang dels ciclistes que van participar en el mundial en pista el març de 2007. El magistrat José Castro li va fer veure llavors que no era creïble tanta generositat per part dels arquitectes, si a canvi no existís la seva complicitat per a altres gestions a l'obra, extrem que va negar l'imputat Moisès.

#### Miguel Ángel Rodríguez (director d'obres de la UTE)
Miguel Ángel Rodríguez, director de l'UTE que es va constituir per construir al Palma Arena, de la qual no es va informar inicialment la seva detenció, va ser interrogat pels fiscals Anticorrupció Pedro Horrach i Miguel Ángel Subirán. Aquesta declaració es va allargar fins passades les dues de la matinada. Li van estar preguntant sobre les factures suposadament falses que han aparegut en la investigació i el sobrecost d'algunes compres que es van pagar a l'obra. se l'acusa de malversació i falsedat documental. Quedà en llibertat sota fiança de 15.000 euros.

### Telefonades intervingudes
Es van intervenir les línies de Ballester i de Duran, igual que també ho va ser la de l'exgerent del Palma Arena, Jorge Moisès. Durant els tres dies i tres nits que van estat en els calabossos dels detinguts no van tenir cap mena de contacte entre ells. El jutge va ordenar que quedessin incomunicats.
El contingut de les converses telefòniques està integrat en el secret del sumari, pel que els seus advocats desconeixen quin tipus de proves pot comportar.

### Queixa del PP per les detencions
Per part del Partit Popular, tant en l'àmbit balear com nacional, es va denunciar davant els mitjans de comunicació, que la manera en la qual els acusats van ser detinguts i conduïts als jutjats, emmanillats per la mà dreta de dos en dos i havent avisat abans als periodistes, i el posterior tracte de la Policia Nacional.
Els sindicats de Policia SUP i CEP també van exigir al Govern que investigui el tracte als cinc detinguts en l'"operació Espada», per haver-los traslladat emmanillats davant el jutge. El Sindicat Unificat de Policia i la Confederació Espanyola de Policia van emetre dos comunicats per denunciar la «humiliació innecessària» a aquests detinguts per haver estat presentat emmanillats davant els mitjans de comunicació, i la vulneració dels seus drets a l'honor, la intimitat o la presumpció d'innocència.
El CEP, va precisar que el que ha passat no és «atribuïble als policies nacionals que van participar en la conducció, sinó als responsables de les diligències policials i de la Prefectura Superior de Balears».
El Delegat del Govern a Balears, Ramon Socias, digué dies després que ell i el Cap Superior de Policia havien donat ordre explícit que això no succeís, per la qual cosa no va ser obeïda per un error policial segons es comentà.
El PP balear va demanar la posada en marxa d'una Comissió d'Investigació al Ministeri de l'Interior i a Delegació del Govern «al màxim nivell i fins a les últimes conseqüències» per aclarir el tracte «vexatori i inhumà» que va donar la Policia Nacional. No obstant això, Estaràs va revelar que el mateix Socias li va demanar disculpes pel fet que no es complís el seu ordre de no casar-se amb els arrestats.
El delegat del Govern, Ramon Socias, va ordenar després al cap de la Prefectura Superior de Policia de Balears, Bartomeu Campaner, que realitzes un informe sobre el comandament policial que va desobeir les seves ordres. Digué que els comandaments policials van desobeir la instrucció directa que ell va donar a Campaner perquè els agents policials fossin «respectuosos» amb els arrestats, de manera que aquests poguessin rentar-se i canviar-se de roba i fossin conduïts als Jutjats sense emmanillar. «Campaner va traslladar als comandaments policials la meva instrucció».
No obstant això, va criticar la «incongruència» del PP després que en els últims dies van criticar el tracte rebut pels detinguts en dependències policials, quan alguns dels arrestats, com Rafel Duran, van arribar a agrair el «tracte exquisit» que els van dispensar els agents de la Policia Nacional.
El ministre de l'Interior, Alfredo Pérez Rubalcaba va detallar que el delegat del Govern, Ramon Socias, «va donar una instrucció que no s'ha complert», i aquesta era «justament el contrari», és a dir, actuar «amb prudència i mesura». Ha assenyalat també que el PP tenia coneixement de tota l'operació de les detencions perquè Socias, que avui ha demanat disculpes pel que va passar a la presidenta del PP balear, Rosa Estaràs, es va reunir «abans i després» amb els dirigents del partit a les illes.
El comissari de Seguretat Ciutadana, Alfonso Jiménez, va reconèixer ser el responsable de no traslladar les ordres emeses pel cap Superior de Policia de Balears. A la minuta redactada pel comissari, aquest va dir que el cap superior de les Balears li va ordenar que els detinguts tinguessin sabó i paper higiènic per rentar-se abans d'acudir al jutjat amb la roba que li anaven a portar els seus familiars, que se'ls facilités una cambra de bany per a tal efecte i que el seu trasllat als jutjats es realitzés en un furgó sense altres detinguts i que no fossin emmanillats. El comissari creia haver transmès aquests extrems als seus subordinats, però en preguntar a aquests i afirmar que no recorden l'ordre, que no es donés als detinguts, assumeix que l'error va poder ser seu.
No obstant això, diversos policies han escrit minutes relatant els fets i detallant la seva participació dins de la investigació que el delegat del Govern ha ordenat al cap superior. En aquestes minutes es detalla com quatre dels detinguts van fer ús del bany dels vestidors dels policies posat a la seva disposició per rentar-se i que un cinquè va renunciar a això. Igualment, es diu que els detinguts van traslladar als policies el seu agraïment pel tracte rebut durant les 72 hores que van passar en dependències policials abans de prestar declaració davant el jutge. Amb tota aquesta informació, el cap superior elaborarà un informe que traslladarà al delegat del Govern perquè es prenguin eventuals mesures contra qui es consideri responsable o responsables de l'error a la cadena de comandament.
El Delegat del Govern va recordar l'aplicació de la Instrucció, «12/2007, de la Secretaria d'Estat de Seguretat sobre els comportaments exigits als membres de les forces i cossos de seguretat de l'estat per garantir els drets de les persones detingudes o sota custòdia policial.» I en concret quan a la instrucció 9 refereix en el paràgraf 2 del punt primer: «No obstant això, l'agent que practiqui la detenció o conducció, en atenció a factors com les característiques del delicte o l'actitud del detingut, podrà valorar la conveniència d'aplicar o no aquesta mesura amb la finalitat d'incrementar la discreció i no perjudicar la reputació del detingut.» I l'apartat desè en el seu punt primer quan fa que «Els trasllats es realitzaran proporcionant al detingut un tracte digne i respectuós amb els drets fonamentals que sigui compatible amb les incomoditats que pugui requerir la seguretat de la conducció. S'utilitzaran els mitjans materials i humans que aconsellin les circumstàncies en cada supòsit, tenint en compte la perillositat del detingut, els fets que se li imputen, la durada del recorregut i qualsevol altra circumstància que pogués concórrer». Per tant, no es tracta de cap instrucció il·legal.
El manual que manegen els agents de la Policia Nacional dona peu a pocs dubtes. «Emmanillar de dos en dos, dreta amb esquerra no dona seguretat. En canvi, dreta amb dreta és perfecte: en cas de carrera s'obstaculitzen i han d'anar sincronitzats per no perdre l'equilibri. El pany del grilló ha d'estar mirant cap amunt, perquè dificulta la seva obertura si tenen un artefacte «, relata el text de referència.
Els cinc detinguts van rebre un tracte semblant, o fins i tot millor, que altres persones en les mateixes circumstàncies. Així ho van manifestar els policies que dissabte passat van treballar en els jutjats de guàrdia de Via Alemanya. D'altra banda, fonts pròximes a la instrucció del cas van informar que el jutge José Castro no va ordenar la detenció dels presumptes implicats, sinó que va ser la Policia Nacional. Així mateix, assenyalen que el tancament dels imputats durant 72 hores es deu a l'ingent volum de documentació confiscada en els registres. Els investigadors van treballar prop de dotze hores diàries per poder revisar-la a temps i després interrogar sobre ella.
El jutge, posteriorment, va cridar a declarar a l'inspector que va coordinar el trasllat. També ho va fer el sotsinspector que aquell dia realitzava una missió de suport a aquest trasllat. Tots dos oficials de la Policia van coincidir en indicar que no es va rebre per part dels seus superiors cap ordre concreta que indiqués que no es podia posar les esposes a aquests polítics. Tots dos policies van dir que es van limitar a complir les ordenances, que són molt clares pel que fa al trasllat del detingut. Les normes estableixen que tant els presos com els detinguts seran sempre traslladats amb cadenes, amb independència del delicte que han pogut cometre. Un policia de l'escala bàsica dels que es van encarregar del trasllat, va ser el que va decidir, sense que hi hagués rebut cap ordre que indiqués el contrari, col·locar els detinguts per al Palma Arena de dos en dos i traslladar als calabossos amb la mà dreta agafada per uns grillons. Els policies sostindran, igual que ahir ho van fer els seus comandaments superiors, que es van limitar a complir les normes i que no els podien tractar de diferent manera.

### Sinto Llobera
Sinto Llobera, animador d'esdeveniments esportius, va adquirir certa rellevància durant la passada legislatura. L'speaker va ser requerit dia 12 d'agost de 2009 per prestar declaració com a testimoni però, a mitjan interrogatori, el jutge instructor José Castro li va variar la  condició. Va passar al bàndol dels acusats, i va requerir la presència d'un advocat per continuar amb el testimoni. Llobera va ser incapaç d'oferir explicacions lògiques sobre el tràfic d'una sèrie de factures relacionades amb el velòdrom. Tampoc va concretar al jutge Castro i el fiscal Anticorrupció Pedro Horrach la tasca que desenvolupava al recinte esportiu ni qui va contractar els seus serveis. Apareix com a administrador de quatre empreses a les Balears. Dues d'elles les va constituir entre 2005 i 2006, en plenes obres del Palma Arena. Els investigadors s'haurien interessat de manera especial pels comptes d'una d'elles, Ludópolis SL, embrancada en el muntatge d'espectacles esportius. L'altra firma nascuda en aquesta mateixa època es dedica a l'elaboració d'estudis de mercat, segons consta en el Registre Mercantil. Segons persones properes a ell, solia passejar pel recinte esportiu amb una acreditació de 'Team Manager'. L'animador rendia comptes directament amb Jorge Moisès, i amb Pepote Ballester. Les tasques de l'animador anaven des de la preparació de rodes de premsa multitudinàries a l'adequació de les pistes.
L'interrogatori del speaker davant el magistrat i el fiscal Pedro Horrach es va interrompre durant diverses hores perquè l'imputat va haver d'anar a buscar les factures, acompanyat de dos agents del departament de Delinqüència Econòmica de la Policia Nacional.

### Jane King
La que va ser número dos de Rosa Estaràs a la Vicepresidència del Govern en la passada legislatura, Jane King, va prestar declaració el 13 d'agost de 2009 durant dues hores davant el jutge José Castro. La imputada era la secretària general tècnica de la vicepresidenta del Govern i consellera de Relacions Institucionals, Rosa Estaràs, el que en l'staff de l'anterior executiu balear la situava immediatament per sota de l'ara eurodiputada.
Havia estat anomenada pel jutge a declarar com a testimoni, però després de tres hores d'interrogatori, va decidir deixar-la en llibertat com a imputada per un delicte de malversació de cabals públics.
Pel que sembla, King va ordenar a Jorge Moisès, que redactés un informe d'accessibilitat al velòdrom per a persones amb mobilitat reduïda, un treball pel qual hauria cobrat uns 10.000 euros. Els investigadors no han trobat l'informe per cap banda, si bé Moisès va assegurar davant el magistrat i els fiscals que ell havia fet la feina i l'havia lliurat.

### Dulce Linares
L'exdirectora de gabinet tècnic de l'expresident del Govern Jaume Matas, Dulce Linares, va declarar durant dues hores davant el jutge José Castro, assistida pels advocats Eduardo Valdivia i Carlos Barceló. La funcionària va ser directora del Gabinet Tècnic del president Matas durant la legislatura 2003-2007 i va ser la primera a declarar aquell dia davant el magistrat Castro, que també va citar a dos contractistes de l'obra del velòdrom. Va ser nomenada directament pel seu cap, és a dir, per Matas, perquè el representés en el consorci. Hauria reconegut que ella es va posar en contacte, complint una ordre directa del llavors president, amb els arquitectes García-Ruiz perquè es fessin càrrec del projecte, després d'apartar de l'obra a l'alemany Ralf Schürmann, autor del projecte inicial. Dulce Linares representava el Govern en el consell d'administració del consorci. En virtut d'això, va ser un dels sis alts càrrecs del PP que va aprovar, sis dies abans que se celebraran les eleccions balears, el pagament de gairebé 31 milions d'euros que reclamava la UTE constructora de sobrecost al velòdrom. Tot i aquesta elevada xifra econòmica, que pràcticament arribava al pressupost inicial previst per a aquesta obra, aquests treballs extres es van realitzar sense cap mena de concurs públic. Es va tractar d'encàrrecs que diversos membres del consorci van adjudicar 'a dit' als constructors. Va reconèixer la seva participació en aquesta reunió. En el llarg interrogatori que va mantenir davant el jutge Castro, Linares s'hauria desvinculat del dia a dia de la gestió del velòdrom i hauria indicat que aquest treball estava encomanat a Pepote Ballester i a Jorge Moisès. L'exdirectora de gabinet va assenyalar que moltes d'aquestes obres es van concedir 'a dit', és a dir, sense cap mena de concurs davant la pressa per acabar el velòdrom, que havia d'estar acabat per a la celebració del mundial de ciclisme. També hauria criticat el projecte de Schürmann.

## Possible finançament il·legal PP
A principi de gener, es va dir que s'estava investigant si fons destinats a les obres de construcció i equipaments del velòdrom Palma Arena van ser desviats a pagar despeses electorals del Partit Popular (PP). Hi ha indicis que els transvasaments s'haurien produït inflant les factures d'alguns proveïdors i usant els diners sobrants per a les despeses electorals.
El Palma Arena va estar «acabat» a temps d'acollir el míting de Mariano Rajoy a la campanya electoral de 2007, un acte multitudinari que mesos després faria parlar de nou, ja que el Pacte es va trobar amb diferents factures que el PP hauria d'haver abonat i que, sense motiu, s'havien carregat al Govern. En una d'elles, l'empresa de seguretat reclamava el pagament d'un servei encarregat per Fernando Areal, cunyat de Jaume Matas. Un total de 2.076 euros va ser el que la Fundació Illesport va abonar per aquest servei de seguretat en el Palma Arena durant el míting de Rajoy el 18 de maig de 2007.
Durant els següents dies també va transcendir que la factura per muntar el míting de Rajoy a Maó va anar a compte de Fires i Congressos del Govern, en aquest cas, gairebé 9.000 euros. Al gerent nomenat pel PP, Gonzalo Bernal, el va substituir Jorge Eduardo Corbalán, qui va autoritzar el pagament de la factura del míting i mesos després va ser destituït.

### Possible finançament a través de Nimbus
Els investigadors tenen en el seu poder una sèrie de factures sobre les despeses de publicitat que s'han abonat a l'empresa Nimbus. Aquestes factures sumen uns 500.000 euros una quantitat que s'estima exagerada i desproporcionada per promocionar una empresa pública. Nimbus no va haver de presentar-se a cap concurs públic per assumir aquest treball. Va ser designada directament.
Dins del procés de promoció i publicitat del velòdrom de Palma, que va ser qualificat pels responsables polítics com una de les obres esportives més impressionants que s'han construït, es va realitzar una maqueta de l'obra. Gairebé ningú no la va veure tot i que va ser abonada diverses vegades, segons s'ha esbrinat en l'anàlisi de les factures que tenen sobre la taula els agents del Grup de Delinqüència Econòmica. La maqueta va ser localitzada pels actuals responsables de la instal·lació esportiva en una habitació, pràcticament abandonada. Les principals irregularitats que han detectat els investigadors apareixen precisament en el procés de promoció i publicitat del Palma Arena. Anticorrupció entén que la despesa que s'ha abonat per aquest concepte és exagerat. No obstant això, l'amo de Nimbus va negar que s'inflessin les factures.
El publicista Miguel Romero, propietari de l'empresa Nimbus, va admetre que va pagar a Moisès una comissió propera als 1.500 euros relacionada amb un assumpte paral·lel al del velòdrom.
La companyia va rebre l'encàrrec de promocionar la instal·lació esportiva. La seu d'aquest negoci va ser registrat per agents de la Policia Nacional. Entre el cabal de documentació confiscada, els investigadors van trobar un missatge datat el 2005 on es fa esment a una suposada comissió vinculada a un encàrrec de la fundació pública Illesport, dedicada a tramitar inversions esportives, beques i patrocinis. El missatge inclou les inicials del receptor del pagament: J. M. L'empresari va explicar durant la seva compareixença davant el jutge que les majúscules corresponien a Jorge Moisès. L'eludit va prestar testimoni després Miguel Romero i va negar que es tractés d'ell.
Segons publicà el diari «El País», la Fiscalia Anticorrupció investiga pagaments de doblers negres per valor de 70.000 euros a l'agència de publicitat Nimbus, que va muntar la campanya del PP balear el 2007 i que tenia com a client al Palma Arena.

### Fernando Areal
Fernando Areal Montesinos va ser gerent del PP entre 2003 i 2007, i va ser citat a declarar com a imputat per al dia 31 d'agost. El jutge té fortes sospites que Areal, com a gerent, liquidà pagaments amb doblers negres. Serien uns 70.000 euros i es pensa que amb aquesta quantitat es finançà part de la campanya del PP en els comicis del 2007.
Areal va ser administrador d'una societat d'inversió propietat d'un dels empresaris presumptament implicats en la trama de corrupció d'Andratx. Segons justificà en el seu moment Matas, el cunyat figurava com a representant d'aquesta empresa en l'exercici de les seves responsabilitats a l'entitat financera on treballa, Bancaixa, que gestionà aquesta societat. A més, Areal fou administrador de la societat Binigabri SA, presidida per Vicenç Grande, imputat en el cas Pla Territorial de Mallorca. D'altra banda, sent gerent del PP, Areal gestionà 1,2 milions d'euros de l'empresa constructora Melchor Mascaró: ambdues parts acordaren l'obertura d'un «compte de valors» a SB Activos Agencia de Valores, SA. Aquesta societat, radicada a Madrid, està participada majoritàriament per Bancaixa, entitat en la qual fa feina. Això significaria que mentre l'Executiu del PP adjudicava contractes a Melchor Mascaró, el gerent del partit administrava amb plens poders els estalvis del constructor. Melchor Mascaró també formava part de la unió temporal d'empreses (UTE) –amb FCC– que aixecà el Palma Arena.

## Les 26 peces del cas
El Cas Palma Arena es va dividir en 26 peces separades per una millor judicialització. Les peces són les següents:
1. José Luis Moreno. Presumpte suborn a Matas. Arxivat
2. Antoni Alemany. Pagament de 483.186 € per l'elaboració de discursos i altres. Sentència.
3. Santiago Calatrava. Pagament d'1.200.000 € per l'avantprojecte no publicat del palau d'òpera i la reforma de la badia de Palma.
4. PP Balear. Pagament de despeses electorals de la campanya 2007 del PP. I pagament de 71.958 € en negre a Nimbus.
5. Estudios Jurídicos. Pagament de 165.475 € entre els anys 2005 i 2008. Pagament de 31.320 € a Matas quan deixa el govern.
6. Hotel Valparaíso. Pagaments de fins a 100.000 € sense contraprestacions en serveis a Maite Areal (dona de Jaume Matas). Sentència.
7. Poliesportiu Prínceps d'Espanya. Despeses inflades fins a 673.547 €.
8. Ralph Schürmann. Primer arquitecte del Palma Arena, que es va negar a inflar factures.
9. García-Ruiz Arquitectes. Pagaments de 8.900.000 € sense justificar.
10. Adjudicacions extres.
11. Maqueta. Pagament de 27.000 € + IVA. Factura falsa de 8.000 € a Nimbus.
12. Jorge Moisés. Pagament de 12.000 € per un informe inexistent.
13. Promoció Mundial de Ciclisme 2007. Pagament de 350.000 € sense concurs.
14. Patrocini Mundial de Ciclisme 2007. Pagament de 350.000 €.
15. Antoni Palerm. Facturació de 840.000 € per venda de material.
16. Fraccionament de contractes.
17. Comissions de Nimbus. Pagament de comissions del 3% al 8% a Jorge Moisés.
18. Compra videomarcador. Pagament de 6.000.000 € a Ricardo Arroyo (un amic de Ballester).
19. Ajudes a la pista ciclista.
20. Factures de Nimbus i de García-Ruiz.
21. Ludópolis. Pagaments a l'empresa de Sinto Llobera creada entre el 2005 i el 2006.
22. Proveïdors de García-Ruiz.
23. Factures de Nimbus a institucions públiques. Contractes per un total de 500.000 € per promocionar les Balears.
24. Blanqueig de diners.
25. Institut Nóos.
26. Peça principal. La resta del sumari.

### Cas Buckingham
El Cas Buckingham correspon a la investigació del patrimoni de l'expresident del Govern Balear, Jaume Matas. Algunes de les propietats més investigades són l'anomenat «palauet», és a dir, la seva casa al Carrer Feliu de Palma, i un pis a Madrid, el qual està a nom de l'exconseller i expresident de GESA, Bartomeu Reus, però que se sospita que sigui de Jaume Matas, ja que els seus fills hi viuen.
Al principi de la investigació era tractat com un cas de corrupció a part. Passat un temps, el fiscal general de l'Estat, Cándido Conde-Pumpido, amic de Matas, va ordenar aturar la investigació per segons ell, no haver-hi indicis clars. Però, el jutge José Castro, que investiga el Cas Palma Arena, sí que n'hi veié i demanà incorporar la causa dins aquest cas.
Foren cridats a declarar l'expresident del Govern Balear, Jaume Matas, i la seva esposa, María Teresa Areal, i Bartomeu Reus, presumpte «testaferro» de Matas. Declararen el 23, 24 i 25 de març de 2010 com a imputats pel Cas.

## Persones implicades
- Jaume Matas: Expresident del Govern Balear.
- Fernando Areal: Exgerent PP Balears i cunyat Jaume Matas.
- Jorge Moisés Marín: exgerent del velòdrom. Acusat de malversació de cabals públics.
- Pepote Ballester: exdirector general d'Esports del Govern.
- Rafel Durán: regidor del PP a l'Ajuntament de Palma. Acusat de malversació de cabals públics i falsedat documental.
- Miguel Romero: director de l'empresa de comunicació Nimbus. Acusat de suborn, malversació i falsedat.
- Miguel Ángel Rodríguez: Director general de la UTE. Acusat de malversació i falsedat documental.
- Antoni Palerm: exdirector general de Deports del Consell de Mallorca.
- Miquel Angel Verger: Director de les obres del Palma Arena.
- Antoni Serra: expresident de S'Institut de Serveis Socials del Consell de Mallorca
- Dulce Linares: exdirectora general del gabinet tècnic de l'expresident del Govern Jaume Matas.
- Jane King: exsecretària general tècnica de Vicepresidència i de la Conselleria de Relacions Institucionals del Govern. Acusada de malversació de cabals públics.
- Sinto Llobera: Animador d'esdeveniments esportius.

## Sentència judicial
Encara s'està investigant per part del Jutjat d'Instrucció núm. 3 de Palma, concretament el jutge José Castro Aragón, els fiscals Anticorrupció de Balears, Pedro Horrach Arrom, i Miguel Ángel Subirán Espinosa, juntament amb el grup de delictes Econòmics i l'Agència Tributària.